# Сима Ю
Сима Ю (спрощ.: 司馬昱; піньїнь: Sima Yu, 320 —12 вересня 372) — 12-й імператор династії Цзінь і 8-й володар епохи Східна Цзінь 372 року.

## Життєпис

### Кар'єра
Походив з імператорського роду Сима. Був сином імператора Сима Жуя. 322 року став князем Лан'є. 326 року імператор Сима Янь надав йому титул князя Куайцзі. 344 року, за правління імператора Сима Даня, отримав посаду другого канцлера імперії. 347 року розпочав боротьбу проти впливового губернатора Хуань Веня. Сима Ю робив все для послаблення впливу останнього, але марно. Його сили у 347–352 роках зазнали поразки у війні проти царства Пізня Чжао, в результаті чого позиції Сима Ю при дворі послабшали.
Втім уже 353 року Сима Ю став єдиним канцлером. На тій посаді він продовжив таємно боротись проти Хуань Веня. 358 року, коли імператор сягнув повноліття, Сима Ю пішов у відставку. Втім уже 361 року імператор помер, а новий володар Сима Пі знову призначив Сима Ю канцлером. 363 року деякий час виконував обов'язки регента. В той період Сима Ю поділяв вплив у державі з воєначальником Хуань Венєм.
365 року, після смерті Сима Пі та приходу до влади Сима І Сима Ю зберіг свою посаду. Проте вже 372 року Хуань Вень повалив імператора, відправивши того у заслання, а новим володарем змусив стати Сима Ю. Останній узяв ім'я Цзяньвен-ді.

### Володарювання
Правління його було нетривалим. Весь час тривало протистояння з Хуань Венем, який фактично керував країною. Під тиском останнього імператор звільняв та призначав міністрів. Втім уже 12 вересня того ж року імператор Цзяньвен-ді помер.